# Campeonato Mundial de Natação em Piscina Curta de 2016 - 4x200 m livre masculino
A prova dos 4x200 metros livre masculino do  Campeonato Mundial de Natação em Piscina Curta de 2016 foi disputado no dia 9 de dezembro no Centro WFCU em Windsor, Canadá.

## Recordes
Antes desta competição, os recordes mundiais e do campeonato nesta prova eram os seguintes:
|                       | Nome                                                                                                | Nacionalidade | Tempo   | Local | Data                   |
| --------------------- | --------------------------------------------------------------------------------------------------- | ------------- | ------- | ----- | ---------------------- |
| Recorde mundial       | Nikita Lobintsev (1:42,10) Danila Izotov (1:42,15) Jewgienij Łagunow (1:42,32) Aleksandr Suchorukow | Rússia        | 6:49.04 | Dubai | 16 de dezembro de 2010 |
| Recorde do campeonato | Nikita Lobintsev (1:42,10) Danila Izotov (1:42,15) Jewgienij Łagunow (1:42,32) Aleksandr Suchorukow | Rússia        | 6:49.04 | Dubai | 16 de dezembro de 2010 |

## Medalhistas
| Ouro                                                                     | Prata                                                                 | Bronze                                                                                   |
| Estados Unidos · Blake Pieroni · Jacob Pebley · Pace Clark · Zane Grothe | Japão · Yuki Kobori · Daiya Seto · Tsubasa Amai · Katsuhiro Matsumoto | Austrália · Clyde Lewis · Mitch Larkin · Daniel Smith · Alexander Graham · Jack Gerrard* |

*Participaram apenas das eliminatórias, mas também receberam medalhas.

## Resultados

### Eliminatórias
As eliminatórias ocorreram dia [9 de dezembro]]. 22  nacionalidades participaram da competição. 
| Colocação | Bateria | Raia | Nacionalidade  | Nome | Tempo     | Notas |
| --------- | ------- | ---- | -------------- | --- | --------- | ----- |
| 1.        | 1       | 4    | Estados Unidos | Blake Pieroni (1:43,37) Jacob Pebley (1:43,89) Pace Clark (1:44,05) Zane Grothe (1:42,60)                             | 6:53,91   | Q     |
| 2.        | 3       | 8    | Austrália      | Clyde Lewis (1:44,07) Alexander Graham (1:43,39) Daniel Smith (1:42,97) Jack Gerrard (1:44,29)                        | 6:54,72   | Q     |
| 3.        | 1       | 5    | Dinamarca      | Sebastian Ovesen (1:43,93) Daniel Skaaning (1:44,01) Anders Lie (1:42,64) Frans Johannessen (1:44,30)                 | 6:54,88   | Q     |
| 4.        | 3       | 3    | Japão          | Yuki Kobori (1:44,36) Daiya Seto (1:44,54) Katsuhiro Matsumoto (1:44,01) Tsubasa Amai (1:44,58)                       | 6:57,49   | Q     |
| 5.        | 2       | 2    | Rússia         | Daniił Pasynkow (1:45,37) Artem Lobuzow (1:44,79) Michail Dowgaljuk (1:44,19) Michail Wekowiszczew (1:43,39)          | 6:57,74   | Q     |
| 6.        | 2       | 1    | China          | Qiu Ziao (1:46,01) Shang Keyuan (1:45,18) Qian Zhiyong (1:43,81) Wang Shun (1:43,03)                                  | 6:58,03   | Q     |
| 7.        | 1       | 3    | Países Baixos  | Dion Dreesens (1:44,86) Maarten Brzoskowski (1:44,56) Ben Schwietert (1:45,32) Kyle Stolk (1:43,81)                   | 6:58,55   | Q     |
| 8.        | 3       | 5    | Reino Unido    | Adam Barrett (1:45,98) Mark Szaranek (1:46,01) Max Litchfield (1:44,49) Stephen Milne (1:44,55)                       | 7:01,03   | Q, WD |
| 9.        | 2       | 7    | Bélgica        | Louis Croenen (1:45,14) Thomas Thijs (1:47,63) Pieter Timmers (1:42,51) Lorenz Weiremans (1:47,06)                    | 7:02,34   | Q     |
| 10.       | 3       | 6    | Suécia         | Adam Paulsson (1:45,58) Christoffer Carlssen (1:45,60) Victor Johansson (1:45,62) Mattias Carlsson (1:45,55)          | 7:02,35   |       |
| 11.       | 3       | 7    | Hungria        | Péter Bernek (1:45,44) Ádám Telegdy (1:45,80) Richárd Márton (1:45,01) Tamás Kenderesi (1:47,41)                      | 7:03,66   |       |
| 12.       | 2       | 8    | Canadá         | Markus Thormeyer (1:45,76) Stefan Milosevic (1:46,25) Javier Acevedo (1:47,67) Jeremy Bagshaw (1:45,10)               | 7:04,78   |       |
| 13.       | 3       | 0    | Portugal       | Miguel Nascimento (1:46,56) Gabriel Lopes (1:46,99) Diogo Carvalho (1:46,31) Alexis Santos (1:45,07)                  | 7:04,93   |       |
| 14.       | 3       | 1    | Noruega        | Henrik Christiansen (1:45,40) Markus Lie (1:45,09) Truls Wigdel (1:46,86) Erik Arsland (1:47,84)                      | 7:05,19   |       |
| 15.       | 3       | 9    | França         | Jordan Pothain (1:43,70) Oleg Garasymovytch (1:47,38) Jean Dencausse (1:48,97) Joris Bouchaut (1:46,93)               | 7:06,98   |       |
| 16.       | 2       | 5    | Chéquia        | Jan Micka (1:47,09) Tomáš Franta (1:48,50) Jan Šefl (1:48,72) Tomás Havránek (1:48,30)                                | 7:12,61   |       |
| 17.       | 3       | 2    | Chile          | Matias Pinto (1:51,15) Felipe Quiroz Uteau (1:54,87) Felipe Tapia Salinas (1:52,89) Joaquin Sepulveda Parra (1:57,06) | 7:35,97   |       |
| 18.       | 3       | 4    | Costa Rica     | Antonio Gonzales (1:55,29) Bryan Alvarez (1:55,90) Arnoldo Herrera (1:55,53) Esteban Araya (1:54,38)                  | 7:41,10   |       |
| 19.       | 2       | 4    | Macau          | Lin Sizhuang (1:52,78) Ngou Pok Man (1:56,12) Yum Cheng Man (2:00,32) Chao Man Hou (1:56,83)                          | 7:46,05   |       |
| 20.       | 2       | 6    | Gibraltar      | David Hitchcock (1:58,84) Colin Bensadon (1:55,61) Jim Sanderson (1:57,01) Matt Savitz (1:57,60)                      | 7:49,06   |       |
| 21. !     | 2       | 0    | África do Sul  | | 9:99,99 ! | DNS   |
| 21. !     | 2       | 3    | Venezuela      | | 9:99,99 ! | DNS   |

### Final
A final teve sua disputa realizada em 9 de dezembro. 
| Colocação         | Raia | Nome           | Nacionalidade                                                                                                   | Tempo   | Notas |
| ----------------- | ---- | -------------- | --- | ------- | ----- |
| Medalha de ouro   | 4    | Estados Unidos | Blake Pieroni (1:43,14) Jacob Pebley (1:43,38) Pace Clark (1:44,16) Zane Grothe (1:42,66)                       | 6:53,34 |       |
| Medalha de prata  | 6    | Japão          | Yuki Kobori (1:43,97) Daiya Seto (1:42,54) Tsubasa Amai (1:44,11) Katsuhiro Matsumoto (1:42,92)                 | 6:53,54 |       |
| Medalha de bronze | 5    | Austrália      | Clyde Lewis (1:43,64) Mitch Larkin (1:45,20) Daniel Smith (1:41,58) Alexander Graham (1:43,30)                  | 6:53,72 |       |
| 4.                | 3    | Dinamarca      | Sebastian Ovesen (1:44,75) Daniel Skaaning (1:44,15) Frans Johannessen (1:43,70) Anders Lie (1:41,89)           | 6:54,49 |       |
| 5.                | 1    | Países Baixos  | Kyle Stolk (1:45,58) Maarten Brzoskowski (1:43,90) Ben Schwietert (1:46,27) Dion Dreesens (1:43,35)             | 6:59,10 |       |
| 6.                | 7    | China          | Qiu Ziao (1:45,37) Shang Keyuan (1:45,78) Qian Zhiyong (1:45,67) Wang Shun (1:44,75)                            | 7:01,57 |       |
| 7.                | 8    | Bélgica        | Louis Croenen (1:45,32) Thomas Thijs (1:46,66) Pieter Timmers (1:44,01) Lorenz Weiremans (1:46,37)              | 7:02,36 |       |
| -                 | 2    | Rússia         | Michaił Dowgaljuk (1:44,27) Michaił Wekowiszczew (1:42,86) Artem Łobuzow (1:44,04) Aleksandr Krasnykh (1:40,93) | 6:52,10 | DSQ   |

Legenda
| Recorde mundial       | Recorde mundial (World record)               |                       | Recorde africano                      | Recorde africano (African) |                                           | Q | Classificado por posição (Qualified) |
| Recorde do campeonato | Recorde do campeonato (Championship record)  | Recorde da América    | Recorde da América (Americas)         | q                          | Classificado por melhor tempo (Qualified) |   |                                      |
| Melhor marca do ano   | Melhor marca do ano (World leading)          | Recorde asiático      | Recorde asiático (Asian)              | DNS                        | Não largou (Did not start)                |   |                                      |
| Recorde nacional      | Recorde nacional (National record)           | Recorde europeu       | Recorde europeu (European)            | DNF                        | Não terminou (Did not finish)             |   |                                      |
| Recorde pessoal       | Recorde pessoal do atleta (Personal best)    | Recorde da Oceania    | Recorde da Oceania (Oceania)          | DSQ / DQ                   | Desclassificado (Disqualified)            |   |                                      |
| Recorde da temporada  | Recorde da temporada do atleta (Season best) | Recorde sul-americano | Recorde sul-americano (South America) | NM                         | Sem marca (No mark)                       |   |                                      |